# Idéal Sports Tighennif
Pour les articles homonymes, voir IST.
 (juillet 2022).
Si vous disposez d'ouvrages ou d'articles de référence ou si vous connaissez des sites web de qualité traitant du thème abordé ici, merci de compléter l'article en donnant les références utiles à sa vérifiabilité et en les liant à la section « Notes et références ».
Maillots
Actualités
Dernière mise à jour : 18 mai 2020.
L'Idéal Sports Tighennif (en arabe : النادي الرياضي مثالية تيغنيف), plus couramment abrégé en  IS Tighennif ou encore en IST, est un club algérien de football
fondé officiellement le 13 décembre 1945 et basé dans la commune de Tighennif, dans la Wilaya de Mascara.
| \| Tighennif \| Le club est basé à Tighennif , dans la Wilaya de Mascara (a l'ouest de l'Algérie). |
| Tighennif                                                                                          |

## Histoire

### Époque coloniale française
La ville disposait de deux clubs sportifs : l'IST et le club composé de joueurs issus des colons européens : Sports Athlétique Palikao, qui disparait avec l'indépendance de l'Algérie en 1962.

### Époque de l'indépendance algérienne
- la ville de Tighennif compte après l'indépendance trois clubs, l'IS Tighennif (1930), CS Tighennif créé pendant la saison 1969-1970, elle a participé au championnat de Division 6 (wilaya de Mostaganem). Cette équipe a disparu de la scène sportive au lendemain de la réforme sportive en 1977.
- Après cela une autre équipe est née, c'est l'Entente sportive de Tighennif en 1996, elle rejoint cette saison 2022-2023 l'équipe phare de Tighennif en championnat d'Algérie de troisiéme division (groupe ouest).
- cette saison 2022-2023, on assiste au premier derby dans l'histoire du football tighennifien (trois rencontres ; deux en championnat et un en coupe d'Algérie * L'Idéal Sports Tighennif évolue en Championnat Inter-Régions d'Algérie de Football (Division 3).

## Bilan sportif

### Palmarès
| Compétitions nationales |
| --- |
| Compétitions actuelles - Division 3 (3) : - Champion Gr. ouest : 1970-1971, 1983-1984, 1994-1995, 2003. - Division 4 (1) : - Champion Gr. ouest : 1993-1994. |

### Bilan par compétitions
| Compétition              | Saisons | Titres | J   | G   | N   | P   | Bp  | Bc  | Diff. |
| ------------------------ | ------- | ------ | --- | --- | --- | --- | --- | --- | ----- |
| Critérium d'honneur (D1) | 1       | -      | 14  | ... | ... | ... | ... | ... | ...   |
| Division 2               | 12      | -      | ... | ... | ... | ... | ... | ... | ...   |
| Division 3               | 40      | 4      | ... | ... | ... | ... | ... | ... | ...   |
| Division 4               | 10      | 2      | ... | ... | ... | ... | ... | ... | ...   |
| Coupe d'Algérie          | 58      | -      | ... | ... | ... | ... | ... | ... | ...   |
| Total                    | 63      | ...    | ... | ... | ... | ... | ... | ... | ...   |

### Classement en championnat par année
- 1962-63 : Créturum-H Ouest Gr V, 5e
- 1963-64 : D3,1re Division Ouest, 6e
- 1964-65 : D3, PH Ouest groupe A, 6e
- 1965-66 : D3, PH Ouest Groupe C 1re, Barrage 1re
- 1966-67 : D3, DH Ouest, 9e
- 1967-68 : D3, DH Ouest, 10e
- 1968-69 : D3, DH Ouest, 6e
- 1969-70 : D3, DH Ouest, 3e
- 1970-71 : D3, DH Ouest, 2e
- 1971-72 : D2, Régional Ouest, 7e
- 1972-73 : D2, Régional Ouest, ?e
- 1973-74 : D2, Régional Ouest, ?e
- 1974-75 : D2, Régional. Ouest, ?e
- 1975-76 : D2, Régional  Ouest, 12e
- 1976-77 : D3, DH Ouest, ?e
- 1977-78 : D3, DH Ouest, ?e
- 1978-79 : D3, DH Ouest, ?e
- 1979-80 : D3, DH  Ouest, ?e
- 1980-81 : D3, DH Ouest, ?e
- 1981-82 : D3, DH Ouest Groupe, 1re Barragiste
- 1982-83 : D3, DH Ouest, ?e
- 1983-84 : D3, DH Ouest, 1re
- 1984-85 : D2, Régional  Ouest, 7e
- 1985-86 : D2, Régional  Ouest, 4e
- 1986-87 : D2, Régional  Ouest, 10e
- 1987-88 : D2, Régional  Ouest, 14e
- 1988-89 : D3, Régional Ouest, 16e
- 1989-90 : D4, DH Ouest, ?e
- 1990-91 : D4, DH Ouest, ?e
- 1991-92 : D4, DH Ouest, ?e
- 1992-93 : D4, DH Ouest Groupe ?, ?e
- 1993-94 : D4, DH Ouest Groupe B, 1re
- 1994-95 : D3, Régional Ouest, 1re
- 1995-96 : D2, National (2) Ouest, 14e
- 1996-97 : D2, National (2) Ouest, 15e
- 1997-98 : D3, Régional Ouest, ?e
- 1998-99 : D3, Régional Ouest, 2e
- 1999-00 : D4,Régional Ouest, 4e
- 2000-01 : D3,Régional Ouest, 10e
- 2001-02 : D3,Régional Ouest, ?e
- 2002-03 : D3,Régional Ouest, 2e
- 2003-04 : D2, Gr. Ouest, 8e
- 2004-05 : D3, Inter-Régions Ouest, 11e
- 2005-06 : D3, Inter-Régions Ouest, 9e
- 2006-07 : D3, Inter-Régions Ouest, 8e
- 2007-08 : D3, Inter-Régions Ouest, 11e
- 2008-09 : D3, Inter-Régions Ouest, 11e
- 2009-10 : D3, Inter-Régions Ouest, 4e
- 2010-11 : D3, DNA Ouest, 7e
- 2011-12 : D3, DNA Ouest, 6e
- 2012-13 : D3, DNA Ouest, 11e
- 2013-14 : D3, DNA Ouest, 11e
- 2014-15 : D3, DNA Ouest, 11e
- 2015-16 : D3, DNA Ouest, 16e
- 2016-17 : D4, Inter-Régions Ouest, 14e
- 2017-18 : D4, Inter-Régions Ouest, 8e
- 2018-19 : D4, Inter-Régions Ouest, 3e
- 2019-20 : D4, Inter-Régions Ouest, 2e
- 2020-21 D3, Inter-Régions Ouest Gr.D2, 7e
- 2021-22 D3, Inter-Régions Ouest, 11e
- 2022-23 D3, Inter-Régions Ouest, 2e
- 2023-24 D3, Inter-Régions ouest, 6e
- 2024-25 D3, Inter-Régions ouest, ?e

### Parcours de l'IS Tighennif en coupe d'Algérie
| Saison    | Tour          | Matchs             | Résultats          |
| --------- | ------------- | ------------------ | ------------------ |
| 1962-1963 | 1re T.R       | EM Oran            | 3-2                |
| 1963-1964 | 2e T.R        | ?                  | ?                  |
| 1964-1965 | 1/64 finale   | CA Planteurs       | 1-0                |
| 1965-1966 | 1/64 finale   | RC Oran            | 4-1                |
| 1966-1967 | 1/64 finale   | ES Tlemcen         | 3-2                |
| 1967-1968 | 1/32 finale   | MC Oran            | 3-0                |
| 1968-1969 | 1/64 finale   | WA Mostaganem      | 1-0                |
| 1969-1970 | 1/64 finale   | MC Saida           | 2-0                |
| 1970-1971 | 1/16 finale   | US Tébessa         | 2-2 corn 7-3       |
| 1971-1972 | 1/32 finale   | OS Mascara         | 2-1                |
| 1972-1973 | 1/16 finale   | JS kawkabi         | 1 - 3              |
| 1973-1974 | 1/32 finale   | MC Oran            | 3-2                |
| 1974-1975 | ?             | ?                  | ?                  |
| 1975-1976 | ?             | ?                  | ?                  |
| 1976-1977 | 1/16 finale   | SNIC Oran          | 1-0                |
| 1977-1978 | ?             | ?                  | ?                  |
| 1978-1979 | ?             | ?                  | ?                  |
| 1979-1980 | ?             | ?                  | ?                  |
| 1980-1981 | 1/16 finale   | CA Batna           | 0-0ap.a.b 4-5      |
| 1981-1982 | ?             | ?                  | ?                  |
| 1982-1983 | ?             | ?                  | ?                  |
| 1983-1984 | ?             | ?                  | ?                  |
| 1984-1985 | 1/32 finale   | ES Mostaganem      | 2-2 ap (t.a.b 2-4) |
| 1985-1986 | 1/64 finale   | MC Saida           | 2-2ap (t.a.b 4-5)  |
| 1986-1987 | 1/32 finale   | CR Témouchent      | 1-2                |
| 1987-1988 | 1/64 finale   | Nasr Es Senia      | 1-2                |
| 1988-1989 | 1/64 finale   | CMH Oran           | 0-2                |
| 1989-1990 | N.J           | N.J                | N.J                |
| 1990-1991 | ?e T.R        | ?                  | ?                  |
| 1991-1992 | ?e T.R        | ?                  | ?                  |
| 1992-1993 | N.J           | N.J                | N.J                |
| 1993-1994 | 3e T.R        | USM Oran           | ?-?                |
| 1994-1995 | 1/8 finale    | O Médéa            | 3-0                |
| 1995-1996 | 1/64 finale   | CRB Mazouna        | 1-0                |
| 1996-1997 | 3e T.R        | HB El Bordj        | 1-4 ap             |
| 1997-1998 | 2e T.R        | JS Emir Abdelkader | 0-1                |
| 1998-1999 | 1/32 finale   | JS Bordj Menaiel   | 4-1                |
| 1999-2000 | ?e T.R        | ?                  | ?                  |
| 2000-2001 | ?e T.R        | ?                  | ?                  |
| 2001-2002 | Avant dernier | SA Mohamadia       | 2-0                |
| 2002-2003 | Avant dernier | USM Bel Abbès      | ?                  |
| 2003-2004 | 1/16 finale   | ASO Chlef          | 2-0                |
| 2004-2005 | 1/64 finale   | JS Sig             | ?                  |
| 2005-2006 | ?e T.R        | ?                  | ?                  |
| 2006-2007 | Avant dernier | JS Sig             | ?                  |
| 2007-2008 | 1/64 finale   | FCB Frenda         | 1-0                |
| 2008-2009 | 1/64 finale   | IRB Ain Dheb       | ?                  |
| 2009-2010 | Avant dernier | USB Tissemsilt     | ?                  |
| 2010-2011 | Avant dernier | ARB Ghriss         | ?                  |
| 2011-2012 | 3e T.R        | MB Hassasna        | ?                  |
| 2012-2013 | Avant dernier | MB Hassasna        | ?                  |
| 2013-2014 | 3e T.R        | MB Hassasna        | 1-1 t.a.b 4-3      |
| 2014-2015 | 1/32 finale   | USM El Harrach     | 8-2                |
| 2015-2016 | Avant dernier | USB Tissemsilt     | ?                  |
| 2016-2017 | 1/16 finale   | NA Hussein Dey     | 2-0                |
| 2017-2018 | Avant dernier | ARB Ghriss         | 0-0ap(tab.a.b)     |
| 2018-2019 | 1/64 finale   | SA Mohamadia       | 1-1 t. a. b. 5-4   |
| 2019-2020 | 1/32 finale   | CR Belouizdad      | 0-2                |
| 2020-2021 | Covide 19     | N.J                | N.J                |
| 2021-2022 | N.J           | N.J                | N.J                |
| 2022-2023 | 1/32 finale   | USM Khenchela      | 0-1                |
| 2023-2024 | 1/16 finale   | ES Mostaganem      | 1-3                |
| 2024-2025 | 3e T.R        | CASA Abdelmoumene  | 1-0                |

## Identité du club (1962-2020)

### Logo et couleurs
Depuis la fondation du Idéal Sports Tighennif en 1945, ses couleurs sont toujours le blanc.

Ancien logo

### Historique des noms officiels du club
| Idéal Sportif Musulmane de Palikao (ISMP) |
| ----------------------------------------- |

| Sports Athlétique Palikao (SAP) |
| ------------------------------- |

| Idéal Sportif Tighennif (IST) |
| ----------------------------- |

| Ghali Riadhi Baladiat Tighennif (GRBT) |
| -------------------------------------- |

| Idéal Sports Tighennif (IST) |
| ---------------------------- |

### Infrastructures
L'Idéal Sports de Tighennif joue ses matches à domicile dans le Stade Hassaine Zergoug Lakehal à Tighennif dans la wilaya de Mascara.

## Source externe
- Classement final du championnat régional ouest (lofa-Oran,  saison 1994-1995 paru dans le journal El Djoumhouria du  mardi 12 juillet 1995 page 12.